# Aerangis verdickii
Aerangis verdickii é uma espécie de orquídea monopodial epífita, família Orchidaceae, que habita de Ruanda ao sul da África Tropical.

## Variedades
Existem duas variedades desta espécie, a variedade verdickii, que existe em toda a área mencionada acima, e tem como sinônimos, Angraecum augustum, Angraecum erythrurum, Aerangis schliebenii e Aerangis erythrura; e a variedade rusituensis, que existe apenas no leste do Zimbábue, e tem como sinônimo Aerangis rusituensis. As diferenças entre as duas são o tamanho da flor, ligeiramente maior na segunda, e época de floração, um mês mais tarde. É interessante notar que a primeira tem flores de tamanhos bastante variáveis e época de floração bastante extensa.